# MMM
MMM bila je sovjetska/ruska tvrtka, koja je u 1990.-im, principom Ponzijeve piramide, novčano oštetila više milijuna ljudi (procjene od 5 do čak 40 milijuna ljudi) u iznosu od oko 1,5 milijarde dolara, ekvivalentno današnjem tečaju. Policija je prekinula kriminalnu aktivnost 1994. godine.
Tvrtka su osnovali Sergej Mavrodi, njegov brat Vjačeslav Mavrodi i Olga Melnikova. Ime MMM, nastalo je po početnim slovima njihovih prezimena. U početku se tvrtka bavila uvozom računalne i uredske opreme. 
U siječnju 1992., tvrtka je osumnjičena za utaju poreza, što je dovelo do financijskih poteškoća. Godine 1993., otkrila se financijska prijevara MMM-a, kako privlači ljude ulagati novac obećavajući im basnoslovan postotak kamata. MMM nije invenstirala u ništa prikupljen novac, tajeći da se radi o prijevari po principu piramide sreće. Tvrtka je brzo rasla i 1994., provela je više agresivnih kampanja televizijskog oglašavanja, kako bi dobili više i više investitora. Ljudi su naivno nasjedali na to. Za potrebe marketinga, angažirale su se i poznate ruske javne ličnosti, kao i primamljive slogane. 
Policija je zatvorila tvrtku MMM 22. srpnja 1994., pod sumnjom porezne prijevare. Tvrtka je propala i izgubila uložen novac građana. Ruska je vlada objavila, da nije odgovorna za privatne investicije svojih građana.
Sergej Mavrodi izabran je za zastupnika ruskog parlamenta Dume 1994. godine, kako bi izbjegao sudski progon, ali mu je Duma izglasala skidanje imuniteta. Nakon dugotrajnog suđenja, osuđen je 2007. godine na 4,5 godine zatvora, ali je ubrzo pušten, jer je čekajući presudu, proveo to vrijeme u zatvoru. Nakon toga, pokušao je slične financijske prijevare na Zapadu.
Slučaj MMM-a, doveo je do promjena pravila financijskog poslovanja u Rusiji.